# Jacques Mauger (médailleur)
Pour les articles homonymes, voir Mauger.
Jacques Mauger, né à Rouen en 1658, est un médailleur français.

## Biographie
Jacques Mauger est le fils de Jacques Mauger, marchand, et de Catherine Caron. On ne sait rien sur sa vie, mais ses ouvrages, au nombre de 24 pièces, conservées à Paris au département des Monnaies, médailles et antiques de la Bibliothèque nationale de France, prouvent qu'il tenait un rang distingué parmi les artistes du siècle de Louis XIV. 
De famille protestante, il est probable que Mauger se convertit, au moins en apparence, au catholicisme,.
On lui attribue, en outre, un certain nombre de médailles commémoratives, signées des initiales « S. Mi » ou « J. M. ». Ce serait à tort, selon Nagler, « car », dit-il, « sur l'une de ces pièces on lit la date de 1722, et comme Mauger travaillait déjà en 1646 et peut-être plus tôt, il n'est pas vraisemblable qu'il ait vécu aussi longtemps ». La date donnée sur les registres de Charenton prouve l'erreur du biographe allemand : Mauger avait épousé, le 20 juillet 1681, à l'âge de 23 ans, Élisabeth Bigorne, fille de Pierre Bigorne, peintre et sculpteur. Un fils, Jacques Pierre, naquit de ce mariage, le 29 octobre 1683.

### Source
- Eugène et Émile Haag, La France protestante, ou Vies des protestants français qui se sont fait un nom dans l'histoire depuis les premiers temps de la réformation jusqu'à la reconnaissance du principe de la liberté des cultes par l'Assemblée nationale, 1846-1859, pp. 336-337